# Vorchten
Vorchten est un village situé dans la commune néerlandaise de Heerde, dans la province de Gueldre.